# Великі Телковичі
Великі Телковичі — село в Україні, у Володимирецькій селищній громаді Вараського району Рівненської області. Населення становить 1167 осіб.
05 лютого 1965 року Указом Президії Верховної Ради Української РСР передано Великотелковицьку сільраду Дубровицького району до складу Володимирецького району.

## Історія
12 червня 2020 року, відповідно до розпорядження Кабінету Міністрів України № 722-р від «Про визначення адміністративних центрів та затвердження територій територіальних громад Рівненської області», увійшло до складу Володимирецької селищної громади.
19 липня 2020 року, в результаті адміністративно-територіальної реформи та ліквідації Володимирецького району, село увійшло до складу Вараського району.

## Населення
За переписом населення 2001 року в селі мешкали 1 162 особи.

### Мова
Розподіл населення за рідною мовою за даними перепису 2001 року:
| Мова       | Відсоток |
| ---------- | -------- |
| українська | 99,23 %  |
| російська  | 0,77 %   |

## Історія бібліотеки села Великі Телковичі
Перші згадки про бібліотеку у селі Великі Телковичі відносяться до 1949 року. Маленька книгозбірня була розміщена у хаті Гаврилюка Григорія на кухні у шафі. Тут було 50 книжок. Потім після пожежі бібліотеку перевезли у хату Осмоловича Олексія Михайловича.
Деякий час завідувала бібліотекою Пархомчук Ніна, дружина тодішнього голови колгоспу.
У 1954-55 роки бібліотекою керував молодий юнак Гаврилюк Петро Іванович. Фонд бібліотеки уже тоді становив 2000 книг. Книги надходили із бібколектора щоквартально і потрібно було пішки йти у Зарічне і приносити самотужки, бо транспорту практично не було. У 1955 році обов'язки бібліотекаря були покладені на завідувача клубу Манзика Михайла Парфеновича. У 1956 році у бібліотеці працювала молода дівчина, прізвище якої невідомо.
У 1957 році бібліотеку очолила Кошель Марія Яківна, яка закінчила Дубнівське культурно — освітнє училище. Бібліотека була перевезена у клуб, який на той час збудували у селі. Робота в бібліотеці досягнула належного рівня. Проводилися цікаві масові заходи, збільшилася кількість читачів, зріс фонд бібліотеки. Пізніше бібліотеку перемістили в окреме приміщення. У 1985 році фонд бібліотеки становив уже 11 тис. примірників.
У 1997 році, після виходу Кошель М. Я. на заслужений відпочинок, завідувачкою бібліотеки стала Ляшук Ольга Вікторівна, яка працює і по даний час.
У 2002 році пройшла реорганізація бібліотеки. На даний час фонд бібліотеки становить понад 18 тис. примірників, придбано комп'ютер. Послугами бібліотеки користуються 507 користувачів.